# Potts Peak
Der Potts Peak ist ein 350 m hoher Berg im Norden von King George Island im Archipel der Südlichen Shetlandinseln. Er ragt an der Westflanke des Eldred-Gletschers auf.
Das UK Antarctic Place-Names Committee benannte ihn 1960 nach Jeremiah Potts, Kapitän des Robbenfängers L. P. Simmons aus New London in Connecticut, der in den Jahren von 1873 bis 1874 in den Gewässern um die Südlichen Shetlandinseln operierte.